# Зайчари
Зайча́ри (болг. Зайчари) — село в Сливенській області Болгарії. Входить до складу общини Сливен.

## Населення
За даними перепису населення 2011 року у селі проживали 44 особи.
Національний склад населення села:
| Національність   | Кількість осіб | Відсоток |
| ---------------- | -------------- | -------- |
| болгари          | 28             | 63,6 %   |
| цигани           | 15             | 34,1 %   |
| інша             | 0              | 0 %      |
| Всього відповіли | 44             |          |

Розподіл населення за віком у 2011 році:
Динаміка населення: